# Karl Heinz Mannchen
Karl Heinz Mannchen (Berlino, 1923 – Madrid, 23 giugno 1996) è stato un produttore cinematografico e sceneggiatore tedesco, apparso occasionalmente nei film da lui prodotti.
Di origini ebraiche, dovette fuggire dalla Germania nazista, per trasferirsi in Spagna, dove entrò a far parte della resistenza. A partire dalla fine degli anni cinquanta lavorò come produttore esecutivo in Spagna e dalla metà degli anni sessanta entrò nell'Hesperia Films, dove incontrò Jess Franco, di cui diventò il più stretto collaboratore per i film prodotti o coprodotti a Berlino da Adrian Hoven (Aquila Films) e Artur Brauner, nonché per le produzioni della Prodif Ets. di Vaduz, nel Liechtenstein.